# Дјурсо
Цемес (рус. Дюрсо) малена је река која протиче југозападним делом Краснодарске покрајине, на југу европског дела Руске Федерације. Протиче преко територије Новоросијског градског округа.
Свој ток започиње из четири извора код одмаралишта Крјаж, источно од брда Сметнаја, тече углавном у смеру југа и након свега 14 km тока улива се у Црно море код села Дјурсо. Површина сливног подручја Дјурса је 53,7 km², а просечан проток на годишњем нивоу је око 0,45 3⁄. 